# Lê Đào An Xuân
 Lê Đào An Xuân (sinh năm 1983) là một chính khách người Việt Nam. Bà hiện là Đại biểu Quốc hội Việt Nam khóa XV, Tỉnh ủy viên, Chủ tịch Hội Liên hiệp Phụ nữ tỉnh Phú Yên.